# Zee Edgell
Zelma Inez Edgell, más conocida como Zee Edgell, MBE (21 de octubre de 1940 - 20 de diciembre de 2020), fue una escritora estadounidense nacida en Belice que publicó cuatro novelas. Se jubiló como profesora titular de inglés en la Kent State University.

## Biografía
Zelma Inez Tucker nació el 21 de octubre de 1940 en la ciudad de Belice, Honduras Británica (ahora Belice), hija de Veronica (por su apellido de soltera, Walker) y Clive A. Tucker. Después de asistir a la Academia St. Catherine en la ciudad de Belice (la base de la Academia St. Cecilia en su novela Beka Lamb), Edgell estudió periodismo en la escuela de idiomas modernos en el Politécnico del Centro de Londres (1965) y continuó su educación en la Universidad de las Indias Occidentales (1990). Trabajó como periodista, primero para The Daily Gleaner en Jamaica en 1959, y luego como editora fundadora de The Reporter.
De 1966 a 1968 enseñó en la Academia St. Catherine en Belice. Después de servir como editora de The Reporter, regresó para enseñar en St. Catherine durante el año escolar 1980–81. De 1981 a 1987, se desempeñó como la primera Directora de la Oficina de la Mujer en el Gobierno de Belice, y luego como Directora del Departamento de Asuntos de la Mujer.
Cabe señalar que vivió durante períodos prolongados en lugares tan diversos como Jamaica, Nigeria, Afganistán, Bangladés y Somalia, en donde trabajó con organizaciones de desarrollo y el Cuerpo de Paz. Ha sido directora de asuntos de la mujer para el gobierno de Belice, profesora en la antigua University College of Belize (precursora de la Universidad de Belice) y fue profesora asociada en el departamento de inglés en Kent State University, ubicada en Kent, Ohio desde 1993 hasta 2009, donde enseñó escritura creativa y literatura. Edgell también realizó giras internacionales, dando lecturas de libros y entregando artículos sobre la historia y la literatura de Belice. Es considerada la principal escritora contemporánea de Belice.
Estuvo casada con el educador estadounidense Alvin George «Al» Edgell (1924-2020), quien tuvo una carrera amplia en el desarrollo internacional. Criaron a dos hijos, Holly, periodista; y Randall, médico especializado en el tratamiento y la prevención de accidentes cerebrovasculares.
Edgell contribuyó ampliamente a la Belizean Writers Series, publicada por la editorial local Cubola Productions. Editó y contribuyó con historias para el quinto libro de la serie, Memories, Dreams and Nightmares: A Short Story Anthology of Belizean women writers, publicado en 2004.
Murió en 2020 en su hogar en St. Louis, Misuri, a la edad de 80 años.

## Reconocimientos
Edgell fue nombrada miembro de la Orden del Imperio Británico (MBE) en la Lista de Honor del Cumpleaños de la Reina de 2007. En 2009, la Universidad de las Indias Occidentales le otorgó el título honorífico de D.Litt. en las ceremonias de graduación en Cave Hill, Barbados.

## Obras
La primera novela de Edgell, Beka Lamb, publicada en 1982, detalla los primeros años del movimiento nacionalista en Honduras Británica desde los ojos de una adolescente que asiste a la escuela secundaria en la colonia. Publicada un año después de que Belice se independizó, Beka Lamb fue la primera novela que se publicó en la nueva nación y pasó a reclamar la distinción de ser la primera novela de Belice en ganar una audiencia internacional, obteniendo el Premio del Libro de la Sociedad Fawcett de Gran Bretaña en 1982 (otorgado anualmente a una obra de ficción que contribuya a comprender la posición de la mujer en la sociedad actual). Han aparecido extractos de Beka Lamb en antologías como The Arnold Anthology of Post Colonial Literatures in English, editada por John Thieme (1996); Daughters of Africa, editado por Margaret Busby (1992); y Her True-True Name, editado por Elizabeth Wilson y Pamela Mordecai (1989).
Su siguiente novela, In Times Like These (1991), retrató la agitación de un Belice casi independiente desde el punto de vista de otra protagonista femenina, esta vez la directora adulta de asuntos de mujeres (un cargo que alguna vez ocupó Edgell).
The Festival of San Joaquín (1997), su tercera novela, contó la historia de una mujer acusada de asesinar a su esposo, y en sus cuentos, Edgell explora hábilmente las capas de la complicada estratificación social y racial de Belice a través de la lente de sus protagonistas femeninas. Edgell dijo que eventualmente le gustaría escribir sobre protagonistas masculinos, así como sobre sus extensos viajes por todo el mundo. Este libro fue reeditado por Macmillan Caribbean en octubre de 2008.
La cuarta novela de Edgell fue publicada por Caribbean Writers Series de Heinemann en enero de 2007. Los eventos de Time and the River se desarrollan durante el apogeo de la esclavitud en Belice. Se centra en la vida de una joven esclava, Leah Lawson, que eventualmente (a través del matrimonio) se convierte en propietaria de esclavos. Incluso se encuentra en la posición de ser dueña de miembros de su propia familia. La historia se cuenta con el telón de fondo de la brutal esclavitud forestal de la época y las revueltas de esclavos, verdaderos momentos históricos en la historia del país que ahora se conoce como Belice. Edgell marcó el lanzamiento de este libro en Belice con presentaciones en la Universidad de Belice, Belmopán y en la ciudad de Belice.

### Novelas
- Beka Lamb (1982)
- In Times Like These (1991)
- The Festival of San Joaquin (1997)
- Time and the River (2007)

### Relatos cortos
- "My Uncle Theophilus", The Caribbean Writer, 1998)
- "Longtime Story" in The Whistling Bird: Women Writers of the Caribbean (1998)[9]
- "The Entertainment" in Great River Review (2001)[10]

### Conferencias
- «Belize: A Literary Perspective», presentada en el Banco Interamericano de Desarrollo el 30 de septiembre de 1994, como parte de la Serie de Conferencias del Centro Cultural del BID.[11]